# Bausch & Lomb Championships 1999
Il  Bausch & Lomb Championships 1999 è stato un torneo di tennis giocato sulla terra verde. È stata la 20ª edizione del torneo, che fa parte della categoria Tier II nell'ambito del WTA Tour 1999. Si è giocato all'Amelia Island Plantation di Amelia Island negli USA dal 5 all'11 aprile 1999.

## Campionesse

### Singolare
Monica Seles ha battuto in finale  Ruxandra Dragomir con il punteggio di 6–2, 6–3

### Doppio
Conchita Martínez /  Patricia Tarabini hanno battuto in finale   Lisa Raymond /  Rennae Stubbs con il punteggio di 7–5, 0–6, 6–4